# 낙안온천
낙안온천(樂安溫泉)은 전라남도 순천시 낙안면 상송리에 위치한 전라남도의 온천이다. 인근에 낙안읍성이 있다. 지하 830m에서 분출되는 온천수를 활용하고 있다.

## 개요
낙안온천은 전라남도 순천시 낙안면 상송리 일원에 면적 1,444,000m2를 2003년 3월 5일 '전라남도 고시 제 2003-25호'로 온천원 보호지구로 지정받아 본 개발계획 (대온천장, 놀이시설, 숙박시설, 요양시설 등) 이전에 중탄산 나트륨을 비롯하여 유황과 게르마늄 및 인간의 건강에 도움을 주는 다양한 광물질이 함유된 온천수를 홍보하고자, 낙안민속마을 전경이 한눈에 들어오는 금전산 중턱에 낙안온천 시욕장을 건설하였다. PH(수소이온)의 높은 농도(10.1mg/L)로 인해 매끄러우며 유황, 게르마늄, 칼륨 등 13가지 성분이 어우러진 온천수로서 무좀, 습진, 비듬, 아토피성 피부염 개선에 효과가 있으며 만성질병인 관절과 신경계통외 각종 질환에도 효험이 있다.
낙안온천은 pH 8~9로 강알칼리성이라 피로 회복에 효과 백배이다. 유황, 게르마늄, 칼륨 등 무기물들이 풍부하게 포함되어 피부미용에도 좋다. 시설은 별 다른 것 없는 대중탕이지만 온천을 마치고 옥상 전망대에 올라 낙안을 굽어보는 그 맛이 일품으로 몸도 마음도 편안해지는 곳이다.

## 상세정보

### 쉬는날
- 연중무휴

### 애완동물가능여부
- 불가

### 이용가능시설
녹차온천탕, 게르마늄/유황/보석 사우나, 백선토 사우나, 옥상 전망대, 야외 휴식처 등

### 주차요금
- 무료

### 한국어 안내서비스
- 가능

## 볼거리
- 낙안읍성
- 금전산
- 금전산 등반길
- 태백산맥 문화관

## 같이 보기
- 도곡온천